# Саяджі Рао Гайквад I
Саяджі Рао Гайквад I (помер 1789) — магараджа Вадодари.